# Guarda (Scuol)
Guarda (toponimo romancio) è una frazione di 161 abitanti del comune svizzero di Scuol, nella regione Engiadina Bassa/Val Müstair (Canton Grigioni).

## Geografia fisica
Guarda è situato in Bassa Engadina, sul lato sinistro del fiume Inn. Dista 36 km da Davos, 48 km da Sankt Moritz, 73 km da Landeck e 92 km da Coira. Il punto più elevato del territorio è la cima del Piz Buin (3 230 m s.l.m), sul confine con Gaschurn.

## Storia
Fino al 31 dicembre 2014 è stato un comune autonomo che si estendeva per 31,42 km² e che comprendeva anche la frazione di Giarsun; il 1º gennaio 2015 è stato accorpato al comune di Scuol assieme agli altri comuni soppressi di Ardez, Ftan, Sent e Tarasp.

## Monumenti e luoghi d'interesse

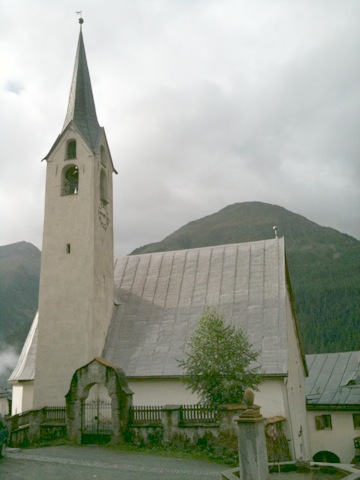
La chiesa riformata

- Chiesa riformata, gotica, eretta dopo il 1492[1];
- Chiesa riformata di Giarsun, con affreschi interni;
- Piazza con fontana circolare in pietra;
- Antiche case borghesi, una con graffiti.[senza fonte]

## Società

### Evoluzione demografica
L'evoluzione demografica è riportata nella seguente tabella:
Abitanti censiti

## Infrastrutture e trasporti

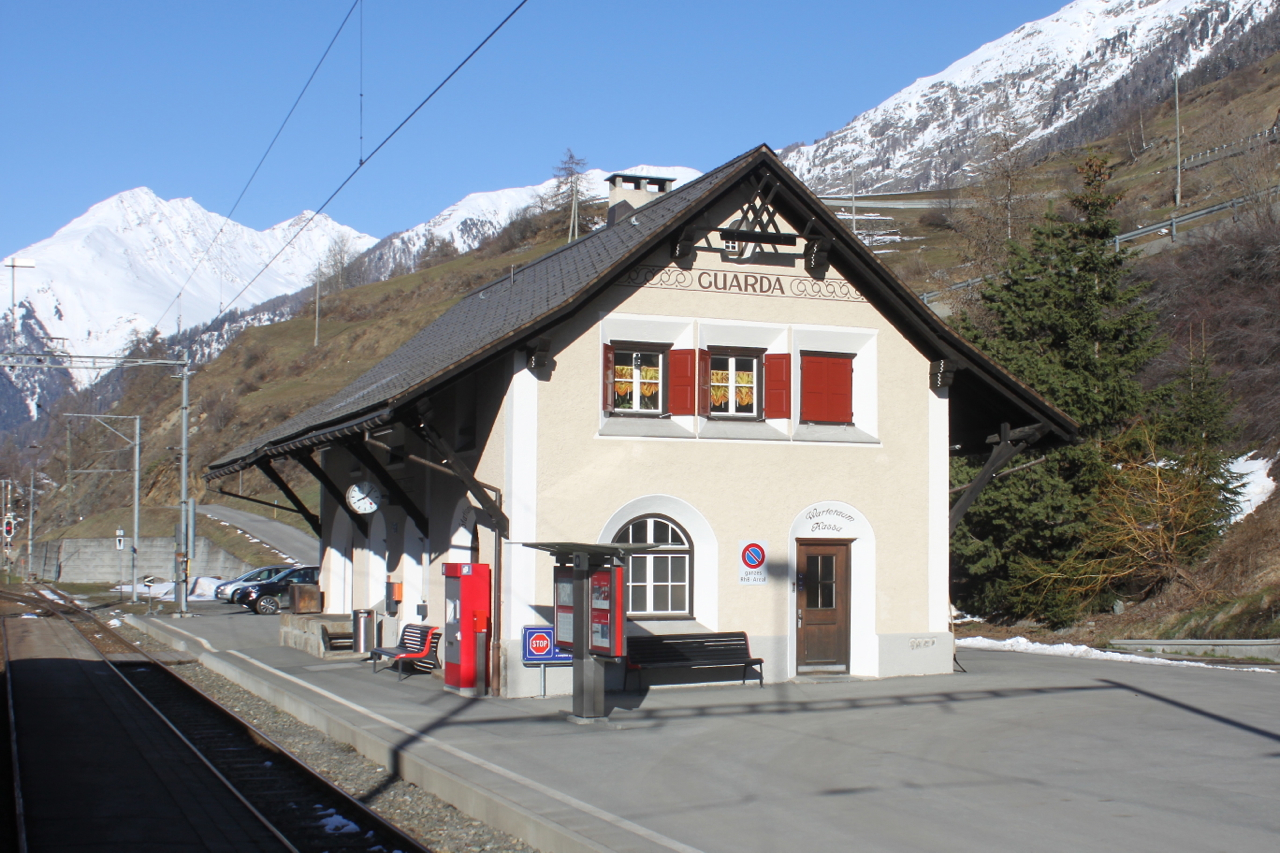
La stazione di Guarda

È servito dalla stazione ferroviaria omonima della Ferrovia Retica, sulla linea Pontresina-Scuol.